# Черниж (Владимирская область)
Черниж — село в Суздальском районе Владимирской области России, входит в состав Селецкого сельского поселения.

## География
Село расположено в 5 км на юг от райцентра города Суздаль.

## История
В конце XIX — начале XX века село входило в состав Теренеевской волости Суздальского уезда.
В 1896 году в селе числилось 54 двора, 222 души мужского пола и 292 души женского. В селе имелась школа грамотности.Народный каталог православной архитектуры
С 1929 года село входило в состав Гнездиловского сельсовета Суздальского района, с 1965 года — в составе Селецкого сельсовета.

## Население
| 1859 | 1905 | 1926 | 2002 | 2010 | 2021 |
| ---- | ---- | ---- | ---- | ---- | ---- |
| 411  | ↗456 | ↗616 | ↘153 | ↘145 | ↘136 |

## Достопримечательности
В селе находится действующая Церковь Николая Чудотворца (1755). В 2008 году отремонтированы все кровли за исключением колокольни, велись работы по благоустройству территории и осушению храма.
Церковь каменная, в честь святого и чудотворного Николая, построена в 1755 году усердием прихожан. К ней пристроена в 1834 году теплая трапеза, каменная же, с двумя престолами: во имя святого Сергия Радонежского чудотворца и в честь святой иконы Казанской Божией Матери, усердием помещицы села Екатерины Ивановны Кречетниковой; колокольня каменная.Народный каталог православной архитектуры

## Известные жители
- Щеников, Михаил Васильевич (1913—1994) — командир батальона в Великой Отечественной войне, Герой Советского Союза.